# Cyganówka (powiat Garwoliński)
Cyganówka is een dorp in de Poolse woiwodschap Mazovië. De plaats maakt deel uit van de gemeente Wilga.